# Jean Taubenhaus
Jean Taubenhaus (Varsovia, 14 de diciembre de 1850 - París, 14 de septiembre de 1919) fue un ajedrecista de origen polaco, nacionalizado francés, activo entre los últimos años de la década de 1870 y la Primera Guerra Mundial. Se trasladó a vivir a París en 1880.

## Trayectoria en Ajedrez
Participó en el 4º Kongresse des Deutschen Schachbundes (Congreso de la DSB, torneo que empieza a organizar desde 1879 la Federación Alemana de Ajedrez, creada en 1877 tras la reorganizacón de las diferentes federaciones existentes en el país anteriormente) en Hamburgo en 1885, donde quedó 14º.
Su mejor actuación fue en el Torneo de Londres en 1886, donde quedó empatado en el 3º-4º puesto con Isidor Gunsberg, tras Joseph Henry Blackburne y Amos Burn. En este torneo obtuvo importantes victorias sobre Blackburne, el indiscutible mejor jugador inglés del momento, y Gunsberg, quien disputaría el título mundial a Steinitz pocos años más tarde.
En 1886, fue 6º en Nottingham. En 1887, fue 19º en Frankfurt (5º Congreso de la DSB). En 1888, fue 8º en Bradford. En 1889, quedó 12º-13º en Nueva York (6º Congreso de los Estados Unidos de Ajedrez). En 1890, fue 10º en Manchester (6º Campeonato de Gran Bretaña de ajedrez).
Mientras vivía en París, Taubenhaus enseñaba Ajedrez en el Café de la Régence, lugar donde iba a jugar diariamente. En 1890, fue 2º, tras Alphonse Goetz, en el Café. En 1892, fue 9º en el Café.
Entre 1893 y 1895, residió en Estados Unidos. En octubre de 1893, fue 8º en Nueva York. Posteriormente jugó en Argentina y Cuba.
En 1901, fue 3º, tras Stanislaus Sittenfeld y Adolf Albin, en el cuadrangular de París. En 1902, fue 2º, tras Dawid Janowski, en el mismo cuadrangular. En ese mismo año, empató en el primer lugar con Janowski en París. En 1903, logró ser 10º-11º en el Torneo de Montecarlo. En 1905, fue 14º en Ostende, y ganó el título en París. En 1906, fue 7º en Ostende. En 1913/14, fue 14º en San Petersburgo.
Taubenhaus jugó también algunos destacados encuentros. Empató con Sittenfeld ( París, 1891 ), perdió con Siegbert Tarrasch ( Núremberg 1891, 1892 ), Jacques Mieses ( Glasgow, 1895 ), Janowski ( París 1903, 1905 ), Miguel Angel Gelly ( Buenos Aires, 1907 ), y Walter Romain Lovegrove ( París, 1912 ), y ganó contra Andrés Clemente Vázquez ( La Habana 1894/95 ), Adolf Albin ( París, 1901 ) ( +3 0 =1 ), Benito Villegas ( Buenos Aires, 1907 ), y Richard Teichmann ( París, 1911 ).
Taubenhaus fue el autor del libro Traité du Jeu de Échecs, publicado en 1910.

## Mephisto
Taubenhaus fue uno de los jugadores que hacía funcionar a Mephisto, el tercer autómata de ajedrez conocido, construido por Charles Godfrey Gumpel, y a diferencia de El Turco y Ajeeb, no había un jugador oculto en su interior, sino que funcionaba con mecanismos electro-mecánicos. Gumpel pasó algunos años para fabricar la máquina, que fue mostrada en público por primera vez en 1876 en su casa de Leicester Square, Londres. Fue el primer autómata en ganar un torneo de Ajedrez, en 1878. Mephisto apareció en público regularmente durante diez años, y aunque el jugador que la hacía funcionar habitualmente era Isidor Gunsberg, fue Taubenhaus quien lo sustituyó cuando la máquina fue a la Exposición de París de 1889. Después de ese año, fue desmantelado.

## Partidas destacadas
- Johann Nepomuk Berger vs Jean Taubhausen, Hamburgo 1885, 4º Kongresse des Deutschen Schachbundes, Apertura Ruy Lopez, Defensa Morphy, Variante Tarrasch, C77, 0-1 Premio a la mejor partida
- Jean Taubhausen vs Joseph Henry Blackburne, Londres 1886, Defensa Francesa, Variante Clásica, C14, 1-0
- Jean Taubenhaus vs William Pollock, Nottingham 1886, Gambito de rey aceptado, Gambito Allgaier, Ataque Thorold, C39, 1-0
- Jean Taubenhaus vs Dawid Janowski, París 1903, Ruy Lopez, Variant Cerrada, C87, 1/2-1/2
- Géza Maróczy vs Jean Taubenhaus, Montecarlo 1903, R1 2/10, Ruy Lopez, Variante Cerrada, Variante Averbakh, C87, 0-1
- Jean Taubenhaus vs Andrey Smorodsky, San Petersburgo 1914, Defensa siciliana, Variante Clásica, B58, 1-0